# Born This Way (песня)
Born This Way (с англ. — «Рождена такой») — песня, записанная американской певицей Леди Гагой. Выпущена как первый сингл с вышедшего одноимённого альбома. Сингл вышел 11 февраля 2011 года.
Композиция получила в основном позитивные отзывы от критиков. Сингл достиг первого места в чартах 19-ти стран, включая Австралию, Австрию, Германию, Канаду, Новую Зеландию, Швейцарию и Швецию. В США композиция стала третьим синглом Гаги, возглавившим чарт Billboard Hot 100. Композиция также установила рекорд по покупкам в iTunes, так как её продажи превысили 1 миллион экземпляров в течение 5 дней после релиза, по всему миру.
29 августа на премии MTV Video Music Awards 2011 года Леди Гага стала победителем в номинации «Лучший женский исполнитель» за песню Born This Way.

## Предыстория, обложка и релиз
На церемонии «MTV Video Music Award» 2010 года Гага получила премию «Песня года» за сингл «Bad Romance». Там же она исполнила куплет тогда ещё никому неизвестной песни:
I’m beautiful in my way (Я прекрасна, какая есть)

Сause God makes no mistakes (Потому что Бог не делает ошибок)

I’m on the right track, baby (Я на правильном пути, детка)

I was born this way (Я рождена такой)

и сообщила название нового альбома.
Затем, в новогоднюю ночь (назвав это рождественским подарком для своих фанатов), в своём Твиттере она назвала даты выхода сингла и альбома. Первоначально Гага разместила в сет несколько строк из песни, но её поклонники в твиттере устроили кампанию с целью убедить её открыть весь текст. В результате, в конце января, Гага выложила в Твиттере полный текст песни.
8 февраля 2011 года Гага написала в своём твиттере фразу на французском «Trois Jours» («Три дня») и выложила фотографию официальной обложки сингла. Описанная Чарли Амтером из издания «The Hollywood Reporter» как возврат к «классическим музыкальным обложкам из 80-х (вспомните „Missing Persons“, „Roxy Music“ или „Duran Duran“) или даже 1970-х», обложка изображает певицу в чёрно-белых тонах, показывающую её татуировку на спине; с сильным макияжем. На лице и плече Гаги, при помощи фотошопа, созданы острые края. Тэннет Стрэнски из «Entertainment Weekly» позитивно оценил обложку, сказав, что «это немного завораживающая фотография. Разве Гага не выглядит совсем по-звериному? Я думаю, что так и особенно после того как Перес Хилтон использовал это слово для описания фото. Я скажу даже больше — это фото абсолютно и полностью устрашающее. Но действительно, могли ли вы ожидать чего-то меньшего от Гаги? Подобная гриве причёска Гаги наводит на мысль что мы могли бы увидеть, как она охотится на какое-нибудь животное в африканских джунглях».

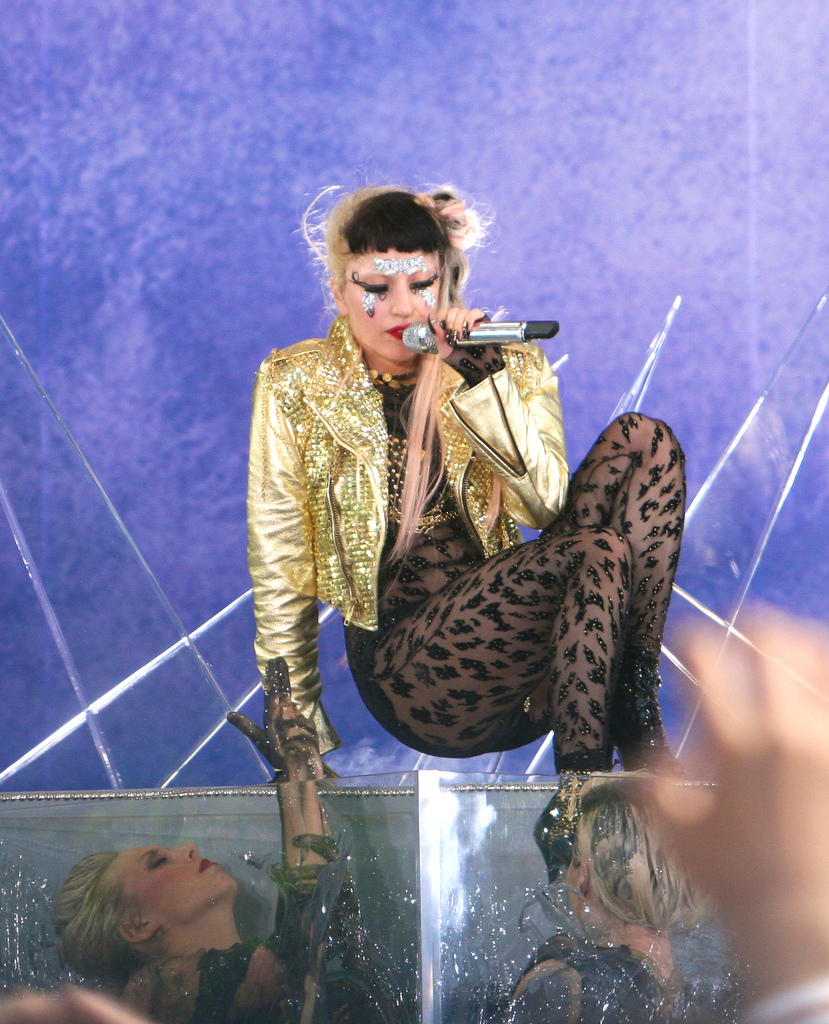
Lady Gaga исполняет песню «Born This Way» на «Good Morning America»

Однако Архана Рэм из того же издания указал на то, что обложка слишком сильно похожа на обложку Кайли Миноуг, для её сингла 2007 года, «2 Hearts». Николь Едженбергер из «OK!» отметила, что «Всё вполне в ключе Гагиной моды: певица стилизовала заострённые плечи, рожки и классную причёску. Несмотря ни на что, она остаётся дикой и тем не менее Гага одновременно остаётся гламурной с её мэйк-апом!» Лиа Коллинс из «Dose» предположил, что такой опасный мэйк-ап и татуировки играют ироническую роль рядом с названием композиции. Образ Леди Гаги на обложке «Born This Way» создан её стилистами на основе образов моделей Александра МакКуина. Кроме того, сингл был выпущен 11 февраля 2011 года, ровно через год после того, как модельера и хорошего друга певицы нашли мертвым. Именно модели МакКуина вдохновили Леди Гагу на создание данного образа.
Изначально релиз должен был состояться в воскресенье, 13 февраля, однако Гага решила презентовать сингл в пятницу, 11 февраля: «Не могу больше ждать. Сингл выходит в пятницу», — написала в своём Твиттере Гага. В России радиопремьера песни прошла на радиостанциях «Love Radio» и «Европа плюс» 11 февраля в 14:00.

## Музыка и лирика
«Born This Way» — это электро-поп и данс-поп композиция. По утверждениям «Billboard», вначале песня звучит драматически и начинается с произнесения слов «It doesn’t matter if you love him or capital H-I-M» (русск. «Не важно любишь ли ты его или, заглавными буквами, H.I.M.»). После в песне начинают звучать «оглушительные» биты. Музыкально композиция включает элементы евродиско, с пульсирующим битом. В припеве песни использованы звуки перкуссии и повторяется рефрен «I’m on the right track, I was born this way». Назвав песню продолжателем традиций гей-диско, в журнале «Rolling Stone» сочли её звучание похожим на классическую композицию Патрика Фернандеса «Born To Be Alive», 1978 года. В конце песни записан «удивительно гипнотический» бридж и появляются звуки хлопков. Концовка песни была названа «космически звучащим госпелом». Согласно нотным листам, изданным «Sony/ATV Music Publishing» на сайте «Musicnotes.com», песня записана в размере такта в 4/4, в среднем темпе в 120 ударов в минуту. Композиция также записана в тональности Си-мажор, и голос Гаги охватывает ноты с F♯3 (самая низкая) по ноту F♯5 (самая высокая).
Песня повествует о человеке таком, какой он есть. В песне певица обращается к богачам и бедным, всем расам, национальностям и представителям ЛГБТ+ сообщества. «[Гага] выкрикивает свой манифест для геев, лесбиянок, бисексуалов, людей с инвалидностью и монстров всех рас и национальностей, с сумасшедшей строчкой: „Будь ты темнокожим, белым, бежевым, краснокожим/Или ливанцем, или жителем Востока“», — пишет Роб Шеффилд из «Rolling Stone». В «Guardian» написали, что тему стихов песни можно полностью передать фразой «люби себя, какой ты есть», отметив строчку песни, где Гага поёт «не будь занудой, будь королевой» (англ. «don’t be a drag, just be a queen»).

## Критика

Lady Gaga исполняет песню на «The Monster Ball Tour» в 2011 году

Песня получила в основном позитивные отзывы, хотя в издании «The Hollywood Reporter» описали своё первое впечатление о песне, как «смешанное». Фанаты и критики отметили схожесть песни с композицией Мадонны «Express Yourself», хотя Гага сама признала, что по звучанию «это песня Мадонны, смешавшаяся с хитами „Bronski Beat“ и в результате превратившаяся в неповторимую музыку Lady GaGa».
«The Guardian» написали, что песня «танцевальная и полностью дискотечная, вначале марширующая, а после переходящая во взрывные припевы». Рик Флорино из «Artistdirect» оценил песню в 5 баллов из 5 и причислил песню к «классике поп-музыки», сказав, что «никто не может написать такой хук, как у Леди Гаги, и припев „Born This Way“ является ничем иным, как монстром». В журнале «People» написали, что «клубная тема, разбавленная пением акапелла и итальянской лирикой, показывает Гагин великолепный, сильный вокал и её силу, как автора песен». Также в журнале «Billboard» дали позитивную оценку песне, отметив, что композиция «это изначально танцевальная песня, которая поженила тяжёлые биты и Гагин сильный, дерзкий голос с провокационной лирикой о национальности и сексуальности». Ник Левайн из «Digital Spy» дал песне 5 баллов из 5, описав её как «жизнеутверждающее произведение о равноправии, прямолинейный клубный боевик и утончённую фантастическую поп-песню». Сэл Чинкуамани из «Slant Magazine» отметил, что «есть ощущение, что Гага затронула что-то действительно особенное, возможно даже важное. Послание, которое содержится в песне, безусловно, должна услышать сейчас более чем когда-либо вся молодёжь мира. И я не могу придумать лучшего адресанта». Элтон Джон также прокомментировал песню, описав её, как «гимн, который сотрёт из памяти „I Will Survive“».
Мэган Кэссерли из «Forbes» описала песню положительно, отметив, что «„Born This Way“ определённо будет наибольшим, наилучшим гимном, когда-либо написанным... Гимном, обращённым к любому жителю планеты». «Popjustice» также позитивно описали песню и отметили в ней некоторые элементы, привнесённые из песен «Deeper and Deeper», «Express Yourself» и «Vogue». Роб Шеффилд из «Rolling Stone» указал на влияние Мадонны в песне и дал композиции оценку в 4 балла из 5. Он также написал, что «„Born This Way“ суммирует все Гагины фишки, всю её политику, её противостояние с католической церковью... в одном чудесном поп-боевике».
«Amplifier» из «Yahoo! Music» раскритиковал песню, сказав, что она «перегружена продюсированием, слишком переутомляющая, шумная, дрянная и очень, очень вторичная», особенно отметив схожесть с песнями «When Love Takes Over», «Waterfalls» и тремя песнями Мадонны: «Express Yourself», «Ray of Light» и «Vogue». Нил МакКормик из «Daily Telegraph» отметил, что имитационная природа песни будет откладывать отпечаток на артистизм Гаги, сказав, что песня «[в основе своей] является переработкой „Express Yourself“ Мадонны, с элементами „Vogue“, что является избыточным заимствованием для того, кто пытается утвердить свой собственный стиль, пускай и как новая Мадонна». «MSN» также сопоставили «Born this Way» с песнями Мадонны; в их числе: «Express Yourself» «Ray of Light» and «Like a Prayer». В «Afisha.ru» положительно отозвались о песне, написав, что певица оправдывает ожидания публики. В издании пишут, что в песне нет особого эпатажа, но Гага, впервые здесь, проговаривает всё, «что раньше проговаривала за пределами музыки, — свою безоговорочную поддержку в адрес сексуальных меньшинств и прочих диковинных категорий населения». В целом на сайте отмечают: «„Born This Way“ очень похож на то, что по-английски называют instant classic — безоговорочный поп-хит про инаковость, вещь классического калибра, которую трудно не поставить на повтор». На сайте «Muz.ru» также дали позитивную оценку песни (4 балла из 5-ти). Георгий Харебава пишет, что после эпического EP «The Fame Monster» все ждали от Гаги «очередной мрачной истории о монстрах и несчастной любви», но в итоге «…получили очень забавный и жизнеутверждающий трек». В целом, автор отметил: «Фирменный продакшн (то есть доведенный до идеала), слегка абсурдный текст и море позитива… „Born This Way“ достойное начало новой Гага-эры!».

## Коммерческий успех сингла

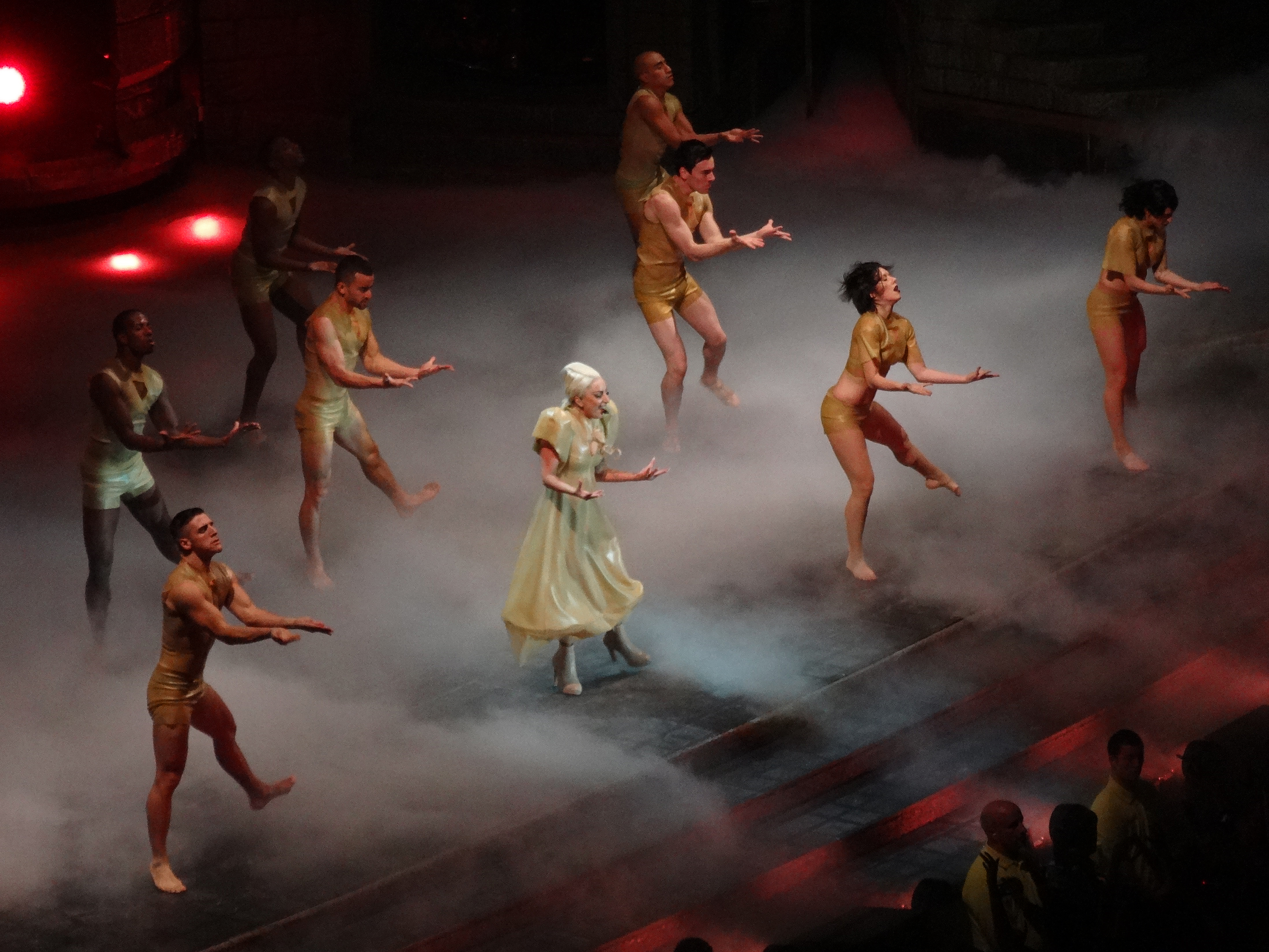
Леди Гага исполняет «Born This Way» на «The Born This Way Ball»

Первоначально, в журнале «Billboard», появились предположения, что сингл, возможно, возглавит чарт США «Hot 100» и станет тысячным синглом № 1 за 52-хлетнюю историю этого чарта. В итоге композиция возглавила чарт, став тысячным лидером. При этом Гага сказала, что: «Быть тысячным лидером чарта „Billboard“ — это невероятная честь. Было бы глупо не признать, что это лучшее, что случилось со мной за всю мою карьеру». В первые три дня было продано 448 тысяч экземпляров сингла и песня возглавила чарт «Hot Digital Songs», став третьим лучшим дебютом по продажам, в истории этого чарта. Также композиция стала первой по продажам среди исполнительниц, побив предыдущий рекорд композиции Бритни Спирс, «Hold It Against Me». Во вторую неделю сингл также был на первом месте, с продажами в 509 тысяч экземпляров, став первой песней с 2003 года, после песни Clay Aiken «This Is The Night», которая смогла дебютировать на первом месте и остаться на нём во вторую неделю. В итоге песня продержалась на первом месте 5 недель, став первым синглом, дебютировавшим и остававшимся на главной позиции чарта больше месяца, со времён выпуска сингла «I Don't Want to Miss a Thing», группы «Aerosmith», в 1998 году. По информации «Nielsen Soundscan», общие продажи сингла составили более 2 107 000 экземпляров в США. CD-сингл был продан в количестве 24 тысяч экземпляров в первую неделю и в 40 тысяч за всё время после релиза.
Сингл также дебютировал в чарте поп-композиций «Mainstream Top 40» на 14 позиции (так как песня была проиграна в эфире поп-радиостанций 4 тысячи 602 раза), став вторым лучшим дебютом в истории этого чарта, после сингла Мэрайи Кэри, «Dreamlover». 13 февраля 2011 года песня дебютировала на 3 месте в чарте синглов Великобритании, с продажами в 60 тысяч экземпляров в первые 34 часа после релиза. Песня также дебютировала на первом месте в Новой Зеландии и Испании.
20 февраля сингл дебютировал на 1 месте в австралийском чарте «ARIA Singles Chart», став третьим синглом певицы, поднявшимся на вершину чарта. Сингл был сертифицирован как платиновый в Австралии, за покупку 70-ти тысяч экземпляров песни.
15 декабря сингл занял первую строчку в онлайн-рейтинге «E!» 10-ти лучших песен 2011 года. Это прокомментировали так: «На то время критики кричали о том, что песня „Born This Way“ — не более, чем плагиат песни Мадонны (Madonna) „Express Yourself“. Но, несмотря на это, композиция успела дебютировать в „Hot 100“ журнала „Billboard“».

## Музыкальное видео

### Съёмки и продвижение
Видеоклип на композицию был снят в течение трёх дней, с 22 по 24 января 2011 года. Режиссёром видео стал знаменитый фотограф Ник Найт. Стилист певицы Никола Формичетти написал в своём блоге в Твиттере: «ОК, дети, будьте готовы к BTW. Мы только что создали самую удивительную вещь». В интервью «Billboard» Гага рассказала о видео, описав его, как «что-то… совершенно отличное от всего, что [она] делала раньше. […] Это будет рождением новой расы. Действительно глубокий материал». Хореограф видео Лориэн Гибсон рассказала MTV, что видеоклип — это «эксперимент по изменению жизни». Она также добавила, что «вы, конечно, можете ожидать более высокого уровня вокального и музыкального искусства и танца… Но вы всё равно будете шокированы».
Музыкальное видео было выпущено 28 февраля в 19:00 по московскому времени на Vevo.

### Сюжет

Lady Gaga в образе «Матери-Монстр», в прологе клипа, которая создаёт новую расу.

Видео начинается с короткого эпизода, в котором показывается силуэт единорога внутри розового треугольника. Далее появляется Леди Гага, которая сидит на стеклянном троне посреди космического пространства. Играет вступление Бернарда Херрманна из кинофильма Вертиго, и в это время Гага говорит: «Это манифест Матери Монстров», — начиная повествовать об истории создания внеземной расы, которая «не имеет никаких предрассудков, суждений, зато у всех безграничная свобода» (англ. «bears no prejudice, no judgment, but boundless freedom»). Мама Монстр показывается, сидя на троне над планетой, широко расставив ноги, рождая каждого представителя «новой расы, которая заменит человечество» (англ. «new race within the race of humanity»). Но повествование продолжается, и Гага рассказывает, что в тот день, когда зародилась новая раса, родилось и зло. В результате рождения зла Леди Гага раскалывается надвое на противоборствующие силы добра и зла. Её новая добрая половина рожает оружие и стреляет в «зло». Пролог заканчивается вопросом: «Как я могу защитить что-то столь совершенное, без зла?» (англ. «How can I protect something so perfect, without evil?»)
Песня начинается с общего плана группы людей, стоящих на четвереньках в бесконечности. Гага одета в чёрное нижнее бельё, на лице и плечах имеются заострённые выросты. Она начинает эксцентрично проходить между ними, после поднимает «лапку» и присоединяется к группе, тоже встав на четвереньки. Когда зазвучит первый куплет, Леди Гага и её танцоры начинают танцевать. Далее сцены чередуются: показывается Леди Гага, танцующая вместе с подтанцовкой и поющая Гага на троне. В начале второго куплета певица появляется вместе с моделью Риком Дженестом (в образе «Парня Зомби»), оба они одеты в строгие поношенные смокинги, на лице Гаги нарисованы такие же тату, какие существуют на Рике, изображающие скелет человека. Гага пытается заигрывать с «Зомби», пробует станцевать с ним, но Дженест остаётся неподвижен. Когда начинается второй куплет, певица показывается в стеклянной комнате в костюме цвета кожи, на месте груди и между ног вставлены молнии. В конце песни певица и её танцоры собираются вкруг и обнимаются.
В заключении в городском переулке появляется фигура, немного похожая на Майкла Джексона, и в его перчатках. Далее показывается крупным планом лицо Леди Гаги, в образе, весьма похожем на Мадонну: острые «рожки» над глазами и скулами, сверкающие глаза, торчащие в разные стороны волосы и заметная щербинка между передними зубами — она проливает одну слезу. Вновь появляется розовый треугольник, внутри которого виден силуэт Леди Гаги верхом на единороге, над которым сверкает радуга, а позади видны городские улицы. Окончательный эпизод изображает певицу в уже знакомом образе зомби (нарисованные кости скелета по всему тела, с идентичным тату, как у Рика Генеста). Надувая пузырь из жевательной резинки, она слегка сдувает его, при этом выпучивая глаза.

### Обзоры
Джэймс Монтгомери из MTV положительно оценил общую концепцию видео: «„Born This Way“... более похож на спектакль. Частично космическая одиссея, частично креационистская эпопея, где происходит не просто создание новой вселенной, но также создание новой человеческой расы». На сайте «Afisha.ru» видео также было описано положительно. «Гага, в общем, всегда была таким конструктором из лучших эпизодов поп-культуры, доведенных до апофеоза; здесь это дополнительно обыгрывается — последовательно цитируются […] Майкл Джексон (разумеется), Кайли, Бьорк, опять Майкл Джексон и чуть ли не Майя с „Empire of the Sun“», — отмечают в издании. В целом было сказано, что «культурный смысл тут, видимо, в эстетике безобразного, и сама певица выглядит как будто нарочито асексуально… Притом что по драматургии все типично по всем стандартам». Артём Авдюшин из «Starland.ru» писал, что, судя по видео, «создаётся впечатление, что миссия певицы заключается в том, чтобы каждую следующую свою работу сделать противнее предыдущей». В российском «Rolling Stone» отмечали: «Не производя на свет ничего принципиально нового в музыкальном плане, певица не жалеет средств на иные средства творческой реализации, снимая на песни с простенькими текстами длинные и сложносюжетные видеоклипы с пространными интро-монологами, просмотр которых зачастую требует от русскоязычных поклонников Леди Гаги мобилизации всех своих познаний в английском языке». На сайте «DirecTrix.ru» положительно описали видео: «Если песня вас (и многих других, кроме, разве что, самых ярых поклонников Гаги) не очень-то впечатлила, то клип наверняка заставит пробежать по коже пару мурашек. Немного забегая вперед, сообщим, что первые две минуты клипа — это своеобразные… роды. Зато потом Гага будет много танцевать в нижнем белье и примерит мужской костюм». Аарон Парсли из «People.com» писал, что «несмотря на то, что песня была часто сравнена с „Express Yourself“ Мадонны, видео однозначно уникально. Хотя при просмотре в памяти и возникает видео Королевы Поп-музыки, к песне „Bedtime Story“». В «Billboard» указали на то, что клип имеет сходство с видеоклипами Мадонны «Vogue» и «Borderline», но в то же время отметив, что оно «больше походит на короткий фильм, в стилистике высокой моды, чем на очередное музыкальное видео». Отмечалось также то, что видео содержит артистические заимствования и культурные связи, не только по отношению к творчеству таких артистов, как Майкл Джексон и Мадонна, но и также к греческой мифологии, сюрреализму и работам дизайнера Александра МакКуина. Сама же Мадонна, в рамках The MDNA Tour, при исполнении песни «Express Yourself» исполнила третий куплет словами из «Born This Way», подчёркивая тем самым излишнее сходство.

## Исполнение

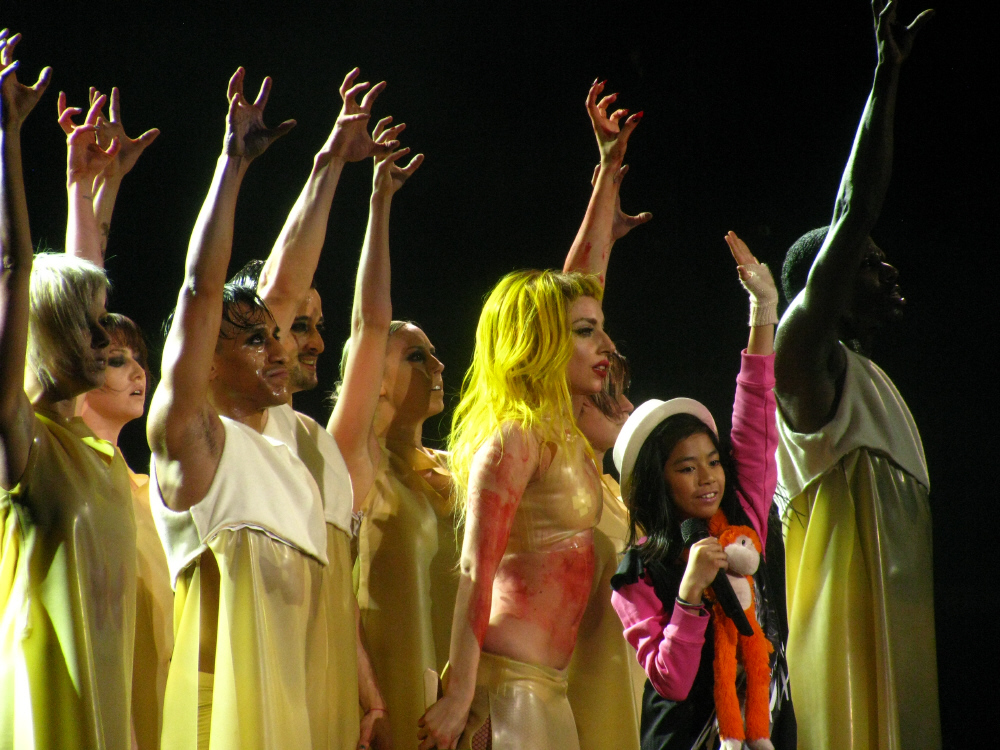
Гага и Мария Арагон на сцене в Торонто 3 марта 2011 года.

9 февраля 2011 года, во время эфира телепрограммы «The Ellen DeGeneres Show», ведущая Эллен, совместно с исполнителями Джастином Бибером и Джеймсом Блантом исполнили свою версию песни, при этом импровизируя музыкальную тему и исполняя припев, идентичный записанному в самой песне. Также сама Гага сообщила по телефону, во время шоу, что собирается исполнить песню в ближайшем будущем.
Гага исполнила композицию в первый раз на 53-й церемонии «Грэмми», 13 февраля 2011 года. Она прибыла на церемонию в большой передвижной конструкции, похожей на яйцо, которая была доставлена на красную дорожку церемонии группой моделей. Позже она появилась на сцене в другом, большем резервуаре, что символизировало окончание инкубационного периода и рождение. В первые моменты выступления Гага выбирается из резервуара, после того, как проходит вступление песни (после произнесения слов: «It doesn’t matter if you love Him, or capital H-I-M»). То, что она покинула инкубатор, символизировало её «перерождение». Гага была одета в плащ, телесного цвета и шляпу, которые она вскоре отбрасывает в сторону, продолжая выступать в платье такого же телесного цвета, с разрезами по бокам. Перед исполнением бриджа Гага исполняет небольшую импровизацию на органе, основанную на произведении Иоганна Себастьяна Баха «Пассакалья и фуга до минор для органа». В течение этой части выступления Гага трясёт головой, в манере Уиллоу Смит. В интервью Джею Лено, Гага призналась, что Уиллоу отчасти вдохновила её.
19 февраля 2011, на выступлении во время проведения «The Monster Ball Tour», после исполнения песни «Bad Romance», Гага сообщила толпе, что: «Вам лучше не уходить после этой песни, возможен сюрприз», после чего Гага исполнила песню, использовав ту же постановку и хореографию, что и во время выступления на «Грэмми», однако «яйцо» не было использовано. После выступления песня была включена в основной сет-лист тура. Песня также исполняется в третьем мировом турне певицы The Born This Way Ball Tour. Выступление начинается со стонов рожающей Гаги, на сцене находится огромная надувная кукла в виде вагины. Певица одета в жёлтое полупрозрачное латексное платье. В некоторых концертах использовались прозрачные накладные плечи у платья. Все танцоры были покрыты гелем (что напоминало собой вид новорождённого ребёнка).

## Другие версии песни
3 марта, во время концерта в канадском городе Торонто, Гага исполнила акустическую версию песни, совместно с десятилетней Марией Арагон, которая впечатлила певицу, после того, как выложила в интернет видео со своей версией «Born This Way». Перед этим Мария была приглашена в эфир радиостанции «Radio Hot 103», где исполнила припев песни совместно с Гагой, которая пела по телефону. Арагон также исполнила песню в телешоу «Ellen», совместно с Эллен Дедженерес, 23 февраля 2011 года. Композиция также была исполнена Кэти Перри, 7 марта, во время проведения её мирового тура «California Dreams Tour», на концерте в Париже. Участники сериала «Хор» также объявили, что они исполнят кавер-версию песни в ходе второго сезона шоу, в тематическом эпизоде, посвящённом композиции. Эпизод, названный идентично песне «Born This Way», стал 18-й серией шоу из второго сезона и он вышел в эфир 26 апреля 2011, в США, на канале FOX. 25 марта Леди Гага представила альтернативную версию композиции, под названием «The Country Road Version».

## Список композиций
| - Цифровая дистрибуция 1. «Born This Way» — 4:20 - Born This Way — The Remixes Part 1 1. «Born This Way» (LA Riots Remix) — 6:32 2. «Born This Way» (Chew Fu Born to Fix Remix) — 5:52 3. «Born This Way» (DJ White Shadow Remix) — 4:24 - Born This Way — The Remixes Part 2 1. «Born This Way» (Michael Woods Remix) — 6:24 2. «Born This Way» (Dada Life Remix) — 5:16 3. «Born This Way» (Zedd Remix) — 6:30 4. «Born This Way» (Grum Remix) — 5:48 5. «Born This Way» (Bimbo Jones Club Remix) — 6:46 6. «Born This Way» (Twin Shadow Remix) — 4:06 | - Limited Edition CD Single 1. «Born This Way» — 4:21 2. «Born This Way» (LA Riots Remix) — 6:33 3. «Born This Way» (Chew Fu Born to Fix Remix) — 5:53 4. «Born This Way» (DJ White Shadow Remix) — 4:24 - Limited 12" picture disc. 1. «Born This Way» — 4:21 2. «Born This Way» (LA Riots Remix) — 6:33 3. «Born This Way» (Chew Fu Born to Fix Remix) — 5:53 4. «Born This Way» (DJ White Shadow Remix) — 4:24 - Born This Way (The Country Road Version) — Single 1. «Born This Way (The Country Road Version)» — 4:21 |

## Участники записи
По информации буклета CD-сингла, в создании и записи композиции участвовали следующие музыканты:
- Леди Гага — автор, продюсер, вокал, инструментовка, аранжировка
- Джэппе Лаурсен — автор, продюсер
- Фернандо Гэрибэй — продюсер, программинг, инструментовка, аранжировка
- Dj White Shadow — продюсер, программинг
- Дэвид Рассел — сведение, инженер звукозаписи
- Джэне Гримальди — мастеринг

## Чарты и сертификации
| Чарт (2011)                             | Высшая позиция |
| --------------------------------------- | -------------- |
| Австралия (ARIA)                        | 1              |
| Австрия (Ö3 Austria Top 75)             | 1              |
| Бельгия (Ultratop 40 Валлония)          | 3              |
| Бельгия (Ultratop 50 Фландрия)          | 1              |
| Великобритания (OCC UK Singles)         | 3              |
| Венгрия (Rádiós Top 40)                 | 2              |
| Германия (Media Control AG)             | 1              |
| Дания (Tracklisten)                     | 2              |
| Ирландия (IRMA)                         | 1              |
| Испания (PROMUSICAE)                    | 1              |
| Италия (FIMI)                           | 2              |
| Канада (Canadian Hot 100)               | 1              |
| Нидерланды (Single Top 100)             | 1              |
| Новая Зеландия (Recorded Music NZ)      | 1              |
| Норвегия (VG-lista)                     | 2              |
| Польша (ZPAV)                           | 1              |
| Россия (TopHit)                         | 1              |
| Россия (Цифровой чарт)                  | 1              |
| Словакия (IFPI)                         | 1              |
| США Billboard Hot 100                   | 1              |
| США Hot Dance Club Songs                | 1              |
| США Pop Songs (Billboard)               | 1              |
| Финляндия (Suomen virallinen lista)     | 1              |
| Франция (SNEP)                          | 2              |
| Чехия (IFPI)                            | 11             |
| Швейцария (Media Control AG)            | 1              |
| Швеция (Sverigetopplistan)              | 1              |
| Шотландия (The Official Charts Company) | 1              |
| Южная Корея (GAON)                      | 1              |
| Япония (Japan Hot 100)                  | 1              |

| Чарт (2011)         | Позиция |
| ------------------- | ------- |
| Россия (Love Radio) | 1       |

| Страна         | Статус         |
| -------------- | -------------- |
| Австралия      | 2× Платиновый  |
| Германия       | Золотой        |
| Дания          | Золотой        |
| Испания        | Золотой        |
| Италия         | Золотой        |
| Новая Зеландия | Платиновый     |
| Швейцария      | Платиновый     |
| Швеция         | Золотой        |
| Япония         | Золотой (cell) |
| Япония         | Золотой (PC)   |

## Даты релиза
| Страна         | Дата            | Формат               |
| -------------- | --------------- | -------------------- |
| Мир            | 11 февраля 2011 | Цифровая дистрибуция |
| США            | 11 февраля 2011 | Top 40, Rhythmic     |
| Россия         | 11 февраля 2011 | Top 40               |
| Россия         | 12 февраля 2011 | Цифровая дистрибуция |
| Австралия      | 4 марта 2011    | CD-сингл             |
| Германия       | 11 марта 2011   | CD-сингл             |
| Великобритания | 14 марта 2011   | CD-сингл             |
| Греция         | 14 марта 2011   | CD-сингл             |
| США            | 15 марта 2011   | CD-сингл             |
| Новая Зеландия | 15 марта 2011   | CD-сингл             |
| Япония         | 16 марта 2011   | CD-сингл             |